# ワールド・バスケットボール・アソシエーション
ワールド・バスケットボール・アソシエーション（World Basketball Association）はアメリカ合衆国のバスケットボールの独立リーグ。略称はWBA。
2013年活動停止。

## 最終所属チーム
| チーム                     | 本拠地                         |
| -------------------------- | ------------------------------ |
| アトランタ・ブレイズ       | ジョージア州ブルックヘイブン   |
| コニャーズ・コートキングス | ジョージア州コニャーズ         |
| ガストニア・ゲーマーズ     | ノースカロライナ州ガストニア   |
| グイネット・マジック       | ジョージア州グイネット郡       |
| モールディン・スターズ     | サウスカロライナ州グリーンビル |
| ローム・グラディエイターズ | ジョージア州ローム             |
| アップステート・ヒート     | サウスカロライナ州アンダーソン |

## 過去の所属チーム
- アトランタ・ハードハッツ (Atlanta Hardhats)
- フロイドカントリー・レイジ (Floyd County Rage)
- フォートウォース・スタープロスペクツ (Fort Worth Star Prospects)
- ジョージア・ウォリアーズ (Georgia Warriors)
- グウィンネット・ラヴィアレベルズ (Gwinnett Ravia-Rebels)
- マヤ-USA (Mayas-USA)
- ミシシッピ・ミラクルズ (Mississippi Miracles)
- テキサス・タイクーンズ (Texas Tycoons)

## 歴代優勝チーム
- 2004 ジャクソン・レイジ　82 - 79　サザンクレセント・ライトニング
- 2005 ローマ・グラディエイターズ　103 - 100　ミシシッピ・ハードハッツ
- 2006 ローマ・グラディエイターズ　125 - 114　カーターズビル・ウォリアーズ
- 2007 マヤ-USA　114 - 104　グウィンネット・ラヴィアレベルズ
- 2008 Decatur Court Kings 131-128 (2OT) Buford Majic
- 2009 Buford Majic 95-93 Tupelo Rock-n-Rollers
- 2010 Gwinnett Majic 133-113 Franklin Knights
- 2011 Gwinnett Majic 113-91 Conyers Court Kings
- 2012 優勝なし
- 2013 Anderson Upstate Heat[1] - Rome Gladiators